# خفاش نعل بینی بخارایی
خفاش نعل بینی بخارایی (نام علمی: Rhinolophus bocharicus) نام یک گونه از تیره خفاش نعل‌بینی است. این گونه در افغانستان، ترکمنستان، ازبکستان، و ایران و پاکستان یافت می‌شود.